# Perreuil
Perreuil är en kommun i departementet Saône-et-Loire i regionen Bourgogne-Franche-Comté i östra Frankrike. Kommunen ligger i kantonen Couches som tillhör arrondissementet Autun. År 2022 hade Perreuil 565 invånare.

## Befolkningsutveckling
Antalet invånare i kommunen Perreuil
| Referens: INSEE |